# Pollys Sacramento
Pollys Junio Sacramento (Belo Horizonte, 14 novembre 1997) è un giocatore di football americano brasiliano, che gioca come guardia per i Paris Musketeers.
Ha iniziato a giocare in Brasile per America Locomotiva e Galo Futebol Americano, per poi passare in ELF ai Berlin Thunder. È quindi tornato in brasile al Cruzeiro FA e nuovamente in ELF, prima ai Leipzig Kings e poi ai Paris Musketeers.

## Palmarès
- Sulamericano (2023)
- 2 Campeonato Mineiro de Futebol Americano (Minas Locomotiva, 2016; Galo Futebol Americano, 2019)